# Kanton Choro (Caranavi)
Der Kanton Choro ist ein Verwaltungsbezirk im Departamento La Paz im südamerikanischen Anden-Staat Bolivien.

## Lage im Nahraum
Der Kanton Choro ist einer von zweiundzwanzig Cantones des Landkreises (bolivianisch: Municipio) Caranavi in der Provinz Caranavi und liegt im südlichsten Teil des Landkreises. Es grenzt im Nordwesten an den Kanton Incahuara de Ckullu Kuchu, im Westen und Süden an die Provinz Nor Yungas, und im Osten an den Kanton Chojña.
Der Kanton erstreckt sich zwischen 15° 59' und 16° 03' südlicher Breite und 67° 31' und 67° 40' westlicher Breite, er misst von Norden nach Süden bis zu sieben Kilometer und von Westen nach Osten bis zu fünfzehn Kilometer. Der Kanton hat neun Ortschaften (localidades), zentraler Ort ist Choro mit 117 Einwohnern (2012) im westlichen Teil des Kantons.

## Geographie
Der Kanton Choro liegt in den bolivianischen Yungas am Ostabhang der Anden-Gebirgskette der Cordillera Real. Das Klima der Region ist ein typisches Tageszeitenklima, bei dem die mittleren Temperaturen im Tagesverlauf stärker schwanken als im Jahresverlauf.
Der Jahresniederschlag hier in den subtropischen Yungas liegt bei 1100 mm (siehe Klimadiagramm Coroico) und weist eine deutliche Trockenzeit von Mai bis August und eine Regenzeit von Dezember bis Februar auf. Die Monatsdurchschnittstemperaturen schwanken nur unwesentlich zwischen 20 °C und 25 °C, tagsüber ist es sommerlich warm und nachts angenehm kühl.

## Bevölkerung
Die Einwohnerzahl des Kantons ist zwischen den beiden letzten Volkszählungen um mehr als ein Fünftel zurückgegangen. Während die Einwohnerzahl des zentralen Ortes Choro in diesem Zeitraum von 159 auf 223 Einwohner angestiegen ist, verzeichnet zur gleichen Zeit der ländliche Raum einen drastischen Rückgang von 718 auf 454 Einwohner.
| Jahr | Einwohner | Quelle           |
| ---- | --------- | ---------------- |
| 1992 | 877       | Volkszählung     |
| 2001 | 677       | Volkszählung     |
| 2010 | .         | noch keine Daten |

## Gliederung
Der Kanton untergliedert sich in insgesamt acht Unterkantone (vicecantones):
- Vicecantón Choro – 223 Einwohner (2001)
- Vicecantón Colonia Huaña Jahuira – 8 Einwohner
- Vicecantón Colonia Puerto Leon – 88 Einwohner
- Vicecantón Colonia San Pablo De Huayrapata – 63 Einwohner
- Vicecantón Colonia San Pedro De Leon – 63 Einwohner
- Vicecantón San Pedro – 108 Einwohner
- Vicecantón Colonia Rio Seco – 53 Einwohner
- Vicecantón Colonia Alto Choro – 71 Einwohner